# Microcyclops richardi
Microcyclops richardi – gatunek widłonoga z rodziny Cyclopidae. Nazwa naukowa tego gatunku skorupiaków została opublikowana w 1942 roku na podstawie prac naukowych szwedzkiego zoologa Knuta Lindberga.